# La casa degli scapoli
La casa degli scapoli è un film muto italiano del 1923 diretto da Amleto Palermi.